# Challenger de Orléans 2013
El Open d'Orléans 2013 fue un torneo de tenis profesional que se jugó en pistas duras. Se trató de la 9.ª edición del torneo que forma parte del ATP Challenger Tour 2013 . Tuvo lugar en Orléans, Francia entre el 23 de setiembre y el 29 de setiembre de 2013.

## Jugadores participantes del cuadro de individuales

### Cabezas de serie
| Favorito | País                       | Jugador           | Ranking1 | Posición en el torneo |
| -------- | -------------------------- | ----------------- | -------- | --------------------- |
| 1        | Bandera de Francia         | Benoît Paire      | 29       | Semifinales           |
| 2        | Bandera de Francia         | Michaël Llodra    | 49       | Cuartos de final      |
| 3        | Bandera de República Checa | Radek Štěpánek    | 51       | CAMPEÓN               |
| 4        | Bandera de Francia         | Kenny de Schepper | 69       | Primera ronda         |
| 5        | Bandera de Francia         | Nicolas Mahut     | 79       | Segunda ronda         |
| 6        | Bandera de República Checa | Jiří Veselý       | 81       | Cuartos de final      |
| 7        | Bandera de Ucrania         | Sergiy Stakhovsky | 92       | Primera ronda         |
| 8        | Bandera de Argentina       | Leonardo Mayer    | 93       | FINAL                 |

- 1 Se ha tomado en cuenta el ranking del 16 de setiembre de 2013.

### Otros participantes
Los siguientes jugadores recibieron una invitación (wild card), por lo tanto ingresan directamente al cuadro principal:
- Benoît Paire
- Michaël Llodra
- Albano Olivetti
- Pierre-Hugues Herbert

Los siguientes jugadores ingresan al cuadro principal tras disputar la fase clasificatoria:
- Sandro Ehrat
- Henri Laaksonen
- Stefan Seifert
- Yann Marti

## Campeones

### Individual Masculino
- Radek Štěpánek derrotó en la final a  Leonardo Mayer 6–3, 6–4

### Dobles Masculino
- Illya Marchenko /  Sergiy Stakhovsky derrotaron en la final a  Ričardas Berankis /  Franko Škugor 7–5, 6–3